# 12123 Пазин
12123 Пазин (12123 Pazin) — астероїд головного поясу, відкритий 18 липня 1999 року.
Тіссеранів параметр щодо Юпітера — 3,475.
Названо на честь міста Пазин (хорв. Pazin, нім. Mitterburg, італ. Pisino), що знаходиться на південному заході Хорватії в центральній частині п-ва Істрія, адміністративний центр Істрійської жупанії.